# En kort krönika om sju mord
En kort krönika om sju mord (engelsk originaltitel: A Brief History of Seven Killings) är en roman från 2014 av den jamaicanske författaren Marlon James, hans tredje roman. Originalet utkom den 2 oktober 2014 på förlaget Riverhead Books. Den tilldelades Bookerpriset 2015. År 2018 gavs den ut i svensk översättning av Niclas Hval.

## Handling
Handlingen bygger på många olika historier och karaktärer som alla kretsar löst kring mordförsöket på Bob Marley den 3 december 1976.